# Partecipanti alla Freccia Vallone 2022
Elenco dei partecipanti alla Freccia Vallone 2022.
La Freccia Vallone 2022 è stata l'ottantaseiesima edizione della corsa. Alla competizione presero parte 25 squadre: le 18 con licenza UCI World Tour 2022 e 7 UCI ProTeam.
Ciascuna delle squadre è composta da sette ciclisti, per un totale di 175 accreditati alla partenza.

## Corridori per squadra
Nota: R ritirato, NP non partito, FT fuori tempo, SQ squalificato
| Quick-Step Alpha Vinyl Team | Quick-Step Alpha Vinyl Team | Quick-Step Alpha Vinyl Team | Jumbo-Visma                        | Jumbo-Visma                        | Jumbo-Visma                        | Movistar Team             | Movistar Team             | Movistar Team             |
| --------------------------- | --------------------------- | --------------------------- | ---------------------------------- | ---------------------------------- | ---------------------------------- | ------------------------- | ------------------------- | ------------------------- |
| N°                          | Ciclista                    | Clas.                       | N°                                 | Ciclista                           | Clas.                              | N°                        | Ciclista                  | Clas.                     |
| 1                           | Julian Alaphilippe          | 4°                          | 11                                 | Jonas Vingegaard                   | R                                  | 21                        | Alejandro Valverde        | 2°                        |
| 2                           | Remco Evenepoel             | 43°                         | 12                                 | Tiesj Benoot                       | 11°                                | 22                        | Gorka Izagirre            | 62°                       |
| 3                           | Pieter Serry                | R                           | 13                                 | Pascal Eenkhoorn                   | 111°                               | 23                        | Oier Lazkano              | R                         |
| 4                           | Mauri Vansevenant           | 64°                         | 14                                 | Robert Gesink                      | 58°                                | 24                        | Lluís Mas                 | 86°                       |
| 5                           | Stan Van Tricht             | R                           | 15                                 | Michel Hessmann                    | 134°                               | 25                        | Enric Mas                 | 33°                       |
| 6                           | Ilan Van Wilder             | 80°                         | 16                                 | Gijs Leemreize                     | 52°                                | 26                        | Gregor Mühlberger         | 105°                      |
| 7                           | Louis Vervaeke              | 104°                        | 17                                 | Jos van Emden                      | 112°                               | 27                        | Carlos Verona             | 57°                       |
| Israel-Premier Tech         | Israel-Premier Tech         | Israel-Premier Tech         | Team Arkéa-Samsic                  | Team Arkéa-Samsic                  | Team Arkéa-Samsic                  | UAE Team Emirates         | UAE Team Emirates         | UAE Team Emirates         |
| N°                          | Ciclista                    | Clas.                       | N°                                 | Ciclista                           | Clas.                              | N°                        | Ciclista                  | Clas.                     |
| 31                          | Michael Woods               | 6°                          | 41                                 | Warren Barguil                     | 9°                                 | 51                        | Tadej Pogačar             | 12°                       |
| 32                          | Jenthe Biermans             | R                           | 42                                 | Winner Anacona                     | 85°                                | 52                        | Juan Ayuso                | R                         |
| 33                          | Guillaume Boivin            | R                           | 43                                 | Anthony Delaplace                  | 66°                                | 53                        | Marc Hirschi              | 32°                       |
| 34                          | Jakob Fuglsang              | 53°                         | 44                                 | Élie Gesbert                       | 47°                                | 54                        | Vegard Stake Laengen      | 133°                      |
| 35                          | Reto Hollenstein            | 119°                        | 45                                 | Simon Guglielmi                    | 106°                               | 55                        | Jan Polanc                | 48°                       |
| 36                          | Hugo Houle                  | 54°                         | 46                                 | Łukasz Owsian                      | 83°                                | 56                        | Marc Soler                | 63°                       |
| 37                          | Daryl Impey                 | 113°                        | 47                                 | Alan Riou                          | R                                  | 57                        | Diego Ulissi              | 29°                       |
| Ineos Grenadiers            | Ineos Grenadiers            | Ineos Grenadiers            | Groupama-FDJ                       | Groupama-FDJ                       | Groupama-FDJ                       | Team BikeExchange-Jayco   | Team BikeExchange-Jayco   | Team BikeExchange-Jayco   |
| N°                          | Ciclista                    | Clas.                       | N°                                 | Ciclista                           | Clas.                              | N°                        | Ciclista                  | Clas.                     |
| 61                          | Thomas Pidcock              | R                           | 71                                 | Rudy Molard                        | 8°                                 | 81                        | Michael Matthews          | NP                        |
| 62                          | Laurens De Plus             | R                           | 72                                 | Bruno Armirail                     | 107°                               | 82                        | Alexandre Balmer          | 120°                      |
| 63                          | Omar Fraile                 | R                           | 73                                 | Kevin Geniets                      | 44°                                | 83                        | Tsgabu Grmay              | 103°                      |
| 64                          | Michał Kwiatkowski          | 92°                         | 74                                 | Matthieu Ladagnous                 | 122°                               | 84                        | Chris Juul Jensen         | 125°                      |
| 65                          | Daniel Martínez             | 5°                          | 75                                 | Quentin Pacher                     | 17°                                | 85                        | Jan Maas                  | 121°                      |
| 66                          | Carlos Rodríguez            | 37°                         | 76                                 | Sébastien Reichenbach              | 30°                                | 86                        | Jesús David Peña          | 139°                      |
| 67                          | Geraint Thomas              | 98°                         | 77                                 | Anthony Roux                       | 101°                               | 87                        | Nick Schultz              | 14°                       |
| Bora-Hansgrohe              | Bora-Hansgrohe              | Bora-Hansgrohe              | Trek-Segafredo                     | Trek-Segafredo                     | Trek-Segafredo                     | Alpecin-Fenix             | Alpecin-Fenix             | Alpecin-Fenix             |
| N°                          | Ciclista                    | Clas.                       | N°                                 | Ciclista                           | Clas.                              | N°                        | Ciclista                  | Clas.                     |
| 91                          | Aleksandr Vlasov            | 3°                          | 101                                | Bauke Mollema                      | 21°                                | 111                       | Xandro Meurisse           | 35°                       |
| 92                          | Giovanni Aleotti            | 97°                         | 102                                | Julien Bernard                     | 81°                                | 112                       | Floris De Tier            | 39°                       |
| 93                          | Cesare Benedetti            | 75°                         | 103                                | Gianluca Brambilla                 | 36°                                | 113                       | Jimmy Janssens            | 110°                      |
| 94                          | Jai Hindley                 | 26°                         | 104                                | Tony Gallopin                      | 82°                                | 114                       | Kristian Sbaragli         | 68°                       |
| 95                          | Patrick Konrad              | R                           | 105                                | Mattias Skjelmose                  | 18°                                | 115                       | Robert Stannard           | 70°                       |
| 96                          | Ide Schelling               | 136°                        | 106                                | Alexander Kamp                     | R                                  | 116                       | Scott Thwaites            | 124°                      |
| 97                          | Frederik Wandahl            | 102°                        | 107                                | Antwan Tolhoek                     | 46°                                | 117                       | Gianni Vermeersch         | 100°                      |
| Astana Qazaqstan Team       | Astana Qazaqstan Team       | Astana Qazaqstan Team       | Intermarché-Wanty-Gobert Matériaux | Intermarché-Wanty-Gobert Matériaux | Intermarché-Wanty-Gobert Matériaux | Cofidis                   | Cofidis                   | Cofidis                   |
| N°                          | Ciclista                    | Clas.                       | N°                                 | Ciclista                           | Clas.                              | N°                        | Ciclista                  | Clas.                     |
| 121                         | Vincenzo Nibali             | 34°                         | 131                                | Domenico Pozzovivo                 | 15°                                | 141                       | Ion Izagirre              | 129°                      |
| 122                         | Leonardo Basso              | R                           | 132                                | Jan Bakelants                      | 71°                                | 142                       | Simon Geschke             | 49°                       |
| 123                         | Stefan de Bod               | 65°                         | 133                                | Théo Delacroix                     | 131°                               | 143                       | Jesús Herrada             | 16°                       |
| 124                         | Evgenij Fëdorov             | R                           | 134                                | Quinten Hermans                    | 61°                                | 144                       | Victor Lafay              | 22°                       |
| 125                         | Antonio Nibali              | 128°                        | 135                                | Laurens Huys                       | R                                  | 145                       | Anthony Perez             | 93°                       |
| 126                         | Simone Velasco              | 69°                         | 136                                | Simone Petilli                     | 50°                                | 146                       | Rémy Rochas               | 90°                       |
| 127                         | Andrej Zejc                 | 31°                         | 137                                | Georg Zimmermann                   | 60°                                | 147                       | Axel Zingle               | 88°                       |
| AG2R Citroën Team           | AG2R Citroën Team           | AG2R Citroën Team           | Uno-X Pro Cycling Team             | Uno-X Pro Cycling Team             | Uno-X Pro Cycling Team             | Bahrain Victorious        | Bahrain Victorious        | Bahrain Victorious        |
| N°                          | Ciclista                    | Clas.                       | N°                                 | Ciclista                           | Clas.                              | N°                        | Ciclista                  | Clas.                     |
| 151                         | Benoît Cosnefroy            | 13°                         | 161                                | Tobias Johannessen                 | 20°                                | 171                       | Wout Poels                | 25°                       |
| 152                         | Mikaël Cherel               | 87°                         | 162                                | Idar Andersen                      | R                                  | 172                       | Damiano Caruso            | 96°                       |
| 153                         | Dorian Godon                | 74°                         | 163                                | Fredrik Dversnes                   | 117°                               | 173                       | Jack Haig                 | 41°                       |
| 154                         | Bob Jungels                 | 78°                         | 164                                | Morten Hulgaard                    | 123°                               | 174                       | Gino Mäder                | 55°                       |
| 155                         | Paul Lapeira                | 138°                        | 165                                | Jacob Hindsgaul                    | R                                  | 175                       | Luis León Sánchez         | 51°                       |
| 156                         | Aurélien Paret-Peintre      | 73°                         | 166                                | Torjus Sleen                       | R                                  | 176                       | Dylan Teuns               | 1°                        |
| 157                         | Lawrence Warbasse           | 116°                        | 167                                | Jonas Gregaard                     | 59°                                | 177                       | Stephen Williams          | 99°                       |
| Team DSM                    | Team DSM                    | Team DSM                    | TotalEnergies                      | TotalEnergies                      | TotalEnergies                      | EF Education-EasyPost     | EF Education-EasyPost     | EF Education-EasyPost     |
| N°                          | Ciclista                    | Clas.                       | N°                                 | Ciclista                           | Clas.                              | N°                        | Ciclista                  | Clas.                     |
| 181                         | Søren Kragh Andersen        | 40°                         | 191                                | Alexis Vuillermoz                  | 10°                                | 201                       | Rigoberto Urán            | 42°                       |
| 182                         | Romain Combaud              | 89°                         | 192                                | Jérémy Cabot                       | 38°                                | 202                       | Ruben Guerreiro           | 7°                        |
| 183                         | Leon Heinschke              | 84°                         | 193                                | Fabien Doubey                      | R                                  | 203                       | Alberto Bettiol           | 127°                      |
| 184                         | Joris Nieuwenhuis           | R                           | 194                                | Valentin Ferron                    | 109°                               | 204                       | Simon Carr                | 108°                      |
| 185                         | Florian Stork               | 137°                        | 195                                | Alan Jousseaume                    | 91°                                | 205                       | Odd Christian Eiking      | 24°                       |
| 186                         | Henri Vandenabeele          | 94°                         | 196                                | Paul Ourselin                      | 72°                                | 206                       | Ben Healy                 | 130°                      |
| 187                         | Kevin Vermaerke             | R                           | 197                                | Cristián Rodríguez                 | 45°                                | 207                       | Neilson Powless           | 19°                       |
| Lotto Soudal                | Lotto Soudal                | Lotto Soudal                | Sport Vlaanderen-Baloise           | Sport Vlaanderen-Baloise           | Sport Vlaanderen-Baloise           | Bingoal Pauwels Sauces WB | Bingoal Pauwels Sauces WB | Bingoal Pauwels Sauces WB |
| N°                          | Ciclista                    | Clas.                       | N°                                 | Ciclista                           | Clas.                              | N°                        | Ciclista                  | Clas.                     |
| 211                         | Tim Wellens                 | 23°                         | 221                                | Jenno Berckmoes                    | 115°                               | 231                       | Mathijs Paasschens        | R                         |
| 212                         | Thomas De Gendt             | R                           | 222                                | Ruben Apers                        | 135°                               | 232                       | Johan Meens               | R                         |
| 213                         | Sébastien Grignard          | 132°                        | 223                                | Kamiel Bonneu                      | 27°                                | 233                       | Rémy Mertz                | R                         |
| 214                         | Matthew Holmes              | 77°                         | 224                                | Gilles De Wilde                    | 140°                               | 234                       | Kenny Molly               | 76°                       |
| 215                         | Andreas Kron                | NP                          | 225                                | Rune Herregodts                    | R                                  | 235                       | Tom Paquot                | 118°                      |
| 216                         | Sylvain Moniquet            | 28°                         | 226                                | Jens Reynders                      | R                                  | 236                       | Marco Tizza               | 126°                      |
| 217                         | Viktor Verschaeve           | 95°                         | 227                                | Aaron Van Poucke                   | R                                  | 237                       | Luc Wirtgen               | R                         |
| B&B Hotels-KTM              |                             |                             |                                    |                                    |                                    |                           |                           |                           |
| N°                          | Ciclista                    | Clas.                       |                                    |                                    |                                    |                           |                           |                           |
| 241                         | Franck Bonnamour            | R                           |                                    |                                    |                                    |                           |                           |                           |
| 242                         | Alan Boileau                | R                           |                                    |                                    |                                    |                           |                           |                           |
| 243                         | Cyril Gautier               | R                           |                                    |                                    |                                    |                           |                           |                           |
| 244                         | Jonathan Hivert             | 67°                         |                                    |                                    |                                    |                           |                           |                           |
| 245                         | Victor Koretzky             | 56°                         |                                    |                                    |                                    |                           |                           |                           |
| 246                         | Eliot Lietaer               | 79°                         |                                    |                                    |                                    |                           |                           |                           |
| 247                         | Pierre Rolland              | 114°                        |                                    |                                    |                                    |                           |                           |                           |